# 청산중앙초등학교 모북분교
청산중앙초등학교 모북분교는 대한민국 전라남도 완도군 청산면 모도리 1759에 있었던 초등학교 분교이다.

## 연혁
- 일자미상 모도국민학교 모북분교 설립 인가
- 1950년 3월 31일 모북분교장 개교
- 1958년 3월 31일 모북국민학교 승격 인가
- 1958년 4월 1일 모북국민학교 승격 분리
- 1967년 4월 1일 도서벽지학교 '병'급 지정
- 1968년 5월 1일 도서벽지학교 '을'급 조정
- 1983년 3월 1일 모도국민학교 분교장 격하 편입
- 1986년 1월 1일 도서벽지학교 '나'급 조정
- 1986년 3월 1일 청산중앙국민학교 모북분교 개편
- 1996년 3월 1일 청산중앙초등학교 모북분교 개편
- 1996년 3월 1일 폐교 및 청산중앙초등학교 통폐합